# Wang Hee-Kyung
Wang Hee-Kyung (n. 16 iulie 1970) este o arcașă ce a reprezentat Coreea de Sud, medaliată olimpică. A participat la o ediție a Jocurilor Olimpice (1988) în care a câștigat o medalie de aur și o medalie de argint.

## Participări
Lista de mai jos prezintă principalele competiții la care a participat Wang Hee-Kyung de-a lungul carierei.
- archery at the 1988 Summer Olympics – women's team[*]